# Colagenasa
La colagenasa o bien metaloproteinasa de matriz (MMP) es más específicamente, como este último nombre lo indica, una enzima metaloproteinasa que rompe los enlaces peptídicos de los colágenos, que pueden ser de tipo I, II, III, IV y V y que contiene como cofactor al catión zinc. Son una familia de enzimas de diversos orígenes celulares y especificidades para distintos sustratos.
Estas enzimas también ayudan a destruir estructuras extracelulares en la fagogénesis de las bacterias como por ejemplo los clostridium.
Además estas enzimas, aparte de degradar al colágeno y como son MMP, inactivan a la alfa 1-antitripsina (AAT) y activan la TNF-alpha. La colagenasa actúa principalmente sobre tejido conectivo en células musculares y en algunas otras partes del cuerpo. La colagenasa puede ser producida durante una respuesta inmunológica, por la citocina que estimula células como los fibroblastos y los osteoblastos, y requieren iones de calcio para entrar en actividad. Actualmente es comercializada por Abbott Laboratories bajo el nombre comercial de Iruxol.

## Usos terapéuticos
La colagenasa ha sido aprobada por los médicos para utilizarse como cicatrizante, se utiliza generalmente en úlceras, escaras, quemaduras y lesiones. La colagenasa medicinal es una enzima que se extrae del medio de cultivo del clostridium y se utiliza para eliminar los restos celulares y extracelulares del tejido necrosado. Contribuye en la formación del nuevo tejido y reepitelización de las úlceras y escaras dérmicas. El colágeno del tejido sano o recién formado no es atacado por la colagenasa.
Contraindicaciones:
Alergia al fármaco